# Мария Леопольдина (императрица Бразилии)
Мария Леопольдина Австрийская (при крещении: Мария Леопольдина Жозефа Каролина; 22 января 1797 — 11 декабря 1826) — эрцгерцогиня Австрийская по рождению, Императрица Бразилии после замужества, королева-консорт Португалии (в течение двух последних месяцев жизни).
Эрцгерцогиня родилась в Вене, она была дочерью императора Франца II и его второй жены Марии Терезы Бурбон-Неаполитанской. Среди её братьев и сестёр были австрийский император Фердинанд I и Мария-Луиза Австрийская, вторая жена Наполеона Бонапарта.

## Брак с Педро I
В 1817 году она отплывает в Бразилию, чтобы сочетаться браком с португальским принцем, Доном Педро де Алькантара. Королевская семья Португалии жила в своих заокеанских владениях на протяжении 10 лет, спасаясь от нашествия Наполеона. Мария Леопольдина была всесторонне образованна, говорила на шести языках, живо интересовалась естественными науками. В последующие годы она пригласила на свою новую родину нескольких исследователей и биологов, таких как Иоганн Баптист фон Спикс, Карл Фридрих Марциус и Иоганн Наттерер.
Когда отец её мужа Жуан VI возвратился в Лиссабон в 1821 году, Дон Педру решил, что его семья останется в Бразилии. В 1822 году он декларировал независимость Бразилии от Португалии и был коронован первым императором новой страны.

## Императрица Бразилии

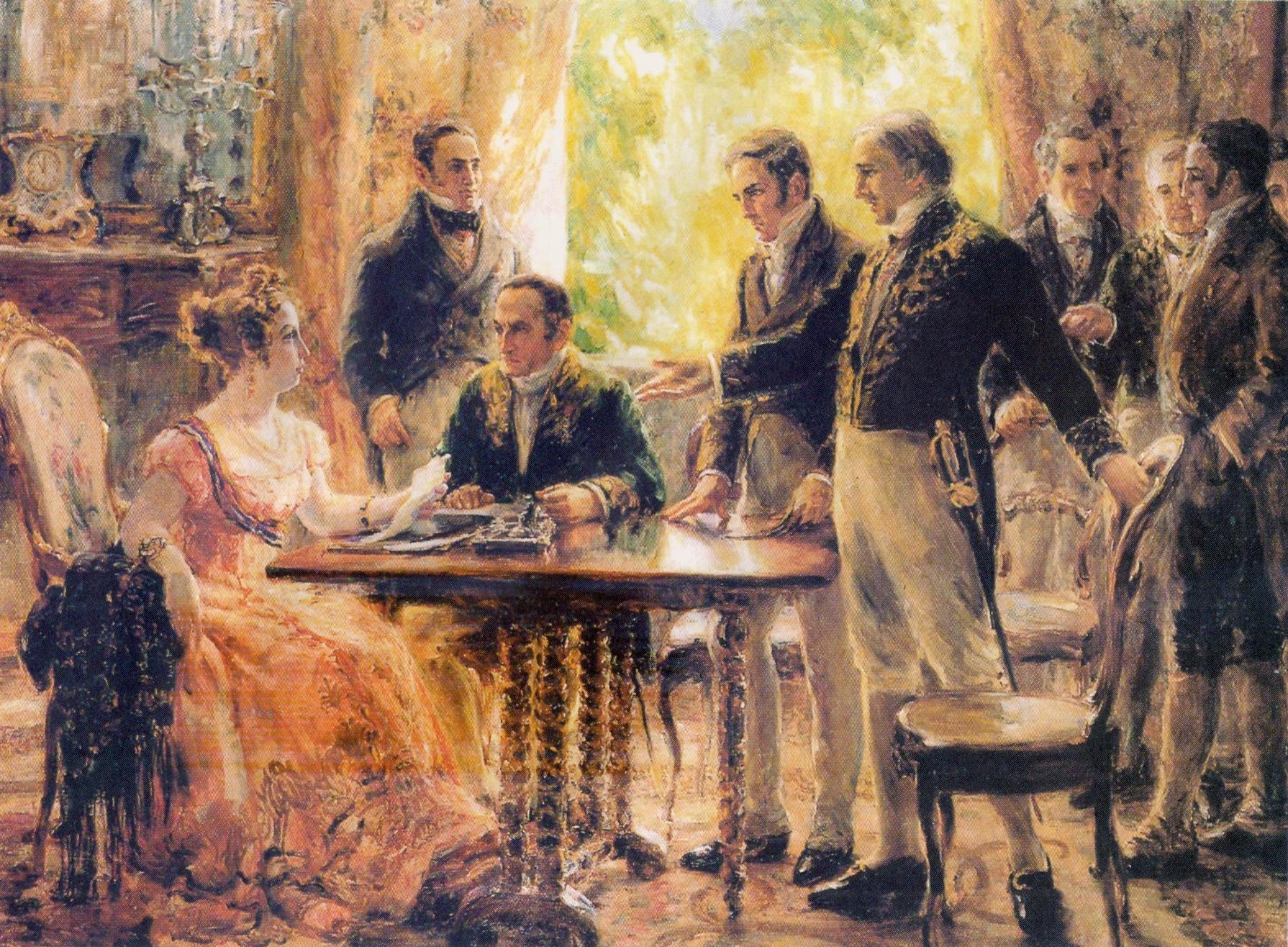
Мария Леопольдина проводит заседание совета министров 2 сентября 1822 года.

Мария Леопольдина стала первой императрицей Бразилии. Она внесла весомый вклад в процесс отделения Бразилии и провозглашения её независимости. 2 сентября 1822 года новый декрет с требованиями из Лиссабона прибыл в Рио-де-Жанейро, в то время как принц Педро был в Сан-Паулу. Мария Леопольдина, посоветовавшись с Жозе Бонифацио де Андрада е Силва, и, пользуясь правом принцессы-регента, встретилась с советом министров. Она приняла решение оповестить мужа и посоветовать ему действовать — незамедлительно объявлять об отделении. В письме она написала: «Плоды готовы, пора собрать.» Принц Педро объявил о независимости страны после получения письма 7 сентября 1822 года.
Когда 10 марта 1826 года умер его отец, Педру унаследовал португальский трон под именем Педру IV, но в то же время сохранял титул императора Бразилии (под именем Педру I). Мария Леопольдина, таким образом, стала одновременно королевой-консортом Португалии и императрицей-консортом Бразилии. Однако по истечении всего лишь двух месяцев Педру был вынужден оставить португальский трон своей семилетней дочери Марии. Пребывание Марии Леопольдины при бразильском дворе не принесло ей счастья. Император окружил себя любовницами, которые не пропускали случая унизить императрицу. Он имел пятерых детей от местной дворянки Домитилы де Кастро.

## Дети

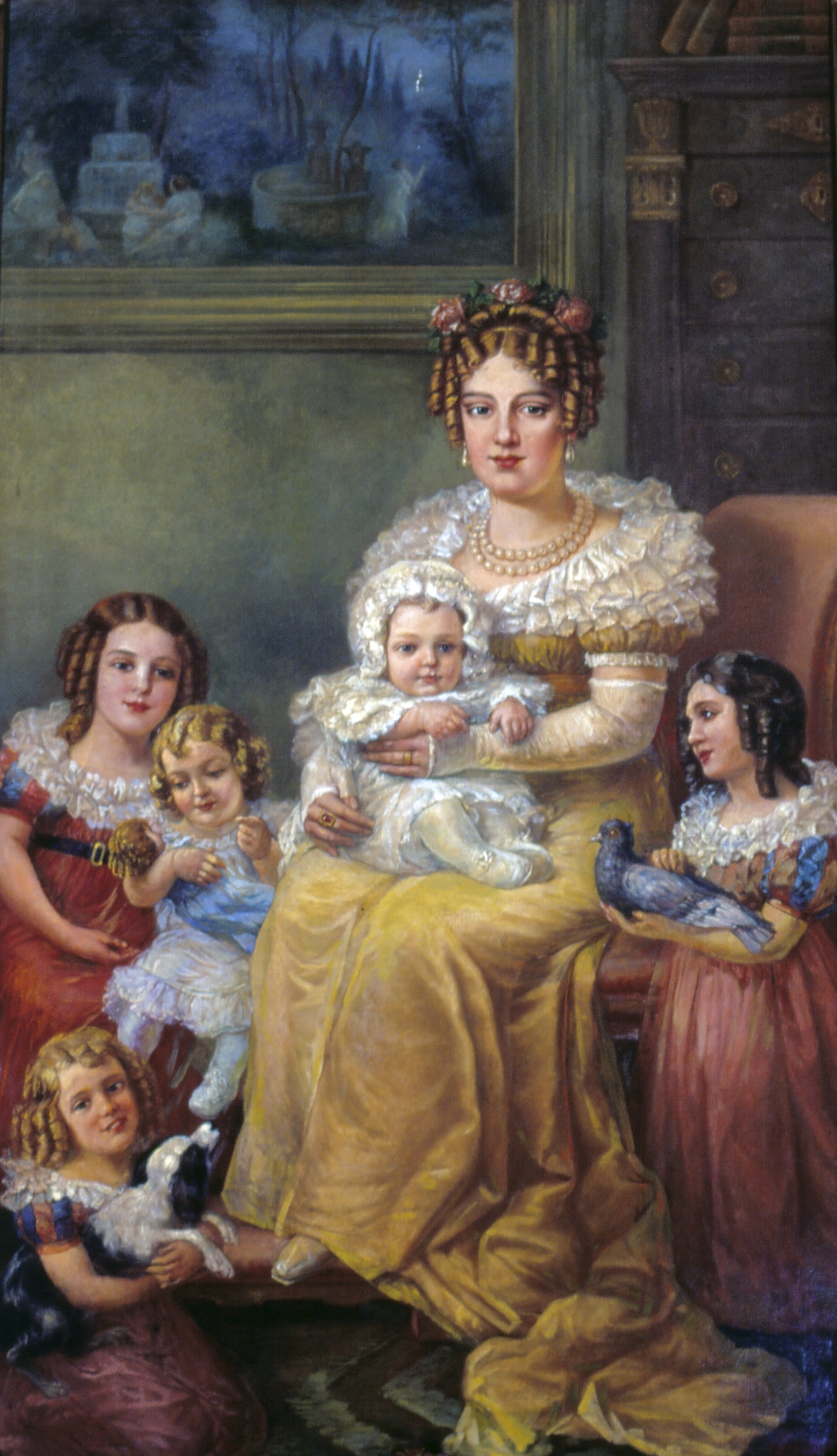
Мария Леопольдина с детьми

У Марии Леопольдины и Педро было семь детей, но до взрослого возраста дожили пятеро:
- Мария (1819—1853), королева Португалии Мария II;
- Жануария (1822—1901), в 1844 году вышла замуж за Людовика, принца Обеих Сицилий;
- Паула (1823—1833);
- Франсишка (1824—1898), в 1843 году вышла замуж за Франсуа Орлеанского, принца де Жуанвиль;
- Педру (1825—1891), император Бразилии Педру II.

В сентябре 1824 года в Боа-Виста прибыла британская  писательница Мария Грэм. Мария Леопольдина поручила ей воспитание своей старшей дочери Марии да Глории.

## Смерть
Императрица скончалась 11 декабря 1826 года в результате выкидыша. Похоронена она на территории монастыря Святого Антония в Рио-де-Жанейро.

## Официальные титулы
- 22 января 1797 — 11 августа 1804 Её королевское Высочество Эрцгерцогиня Мария Леопольдина Австрийская;
- 11 августа 1804 — 6 ноября 1817 Её Императорское и Королевское Высочество Эрцгерцогиня Мария Леопольдина Австрийская;
- 6 ноября 1817 — 12 октября 1822 Её Королевское Высочество Принцесса Соединённого Королевства Португалии, Бразилии и Алгарве, Герцогиня Браганза;
- 12 октября 1822 — 10 марта 1826 Её Императорское Величество Императрица Бразилии;
- 10 марта 1826 — 28 мая 1826 Её Императорское Величество Императрица Бразилии, Королева Португалии;
- 28 мая 1826 — 11 декабря 1826 Её Императорское Величество Императрица Бразилии.